# James Thomson (ilustrador)
James Thomson (Mitford, maio de 1788 — Londres, 27 de setembro de 1850) foi um ilustrador britânico, reconhecido por seus retratos.

## Biografia

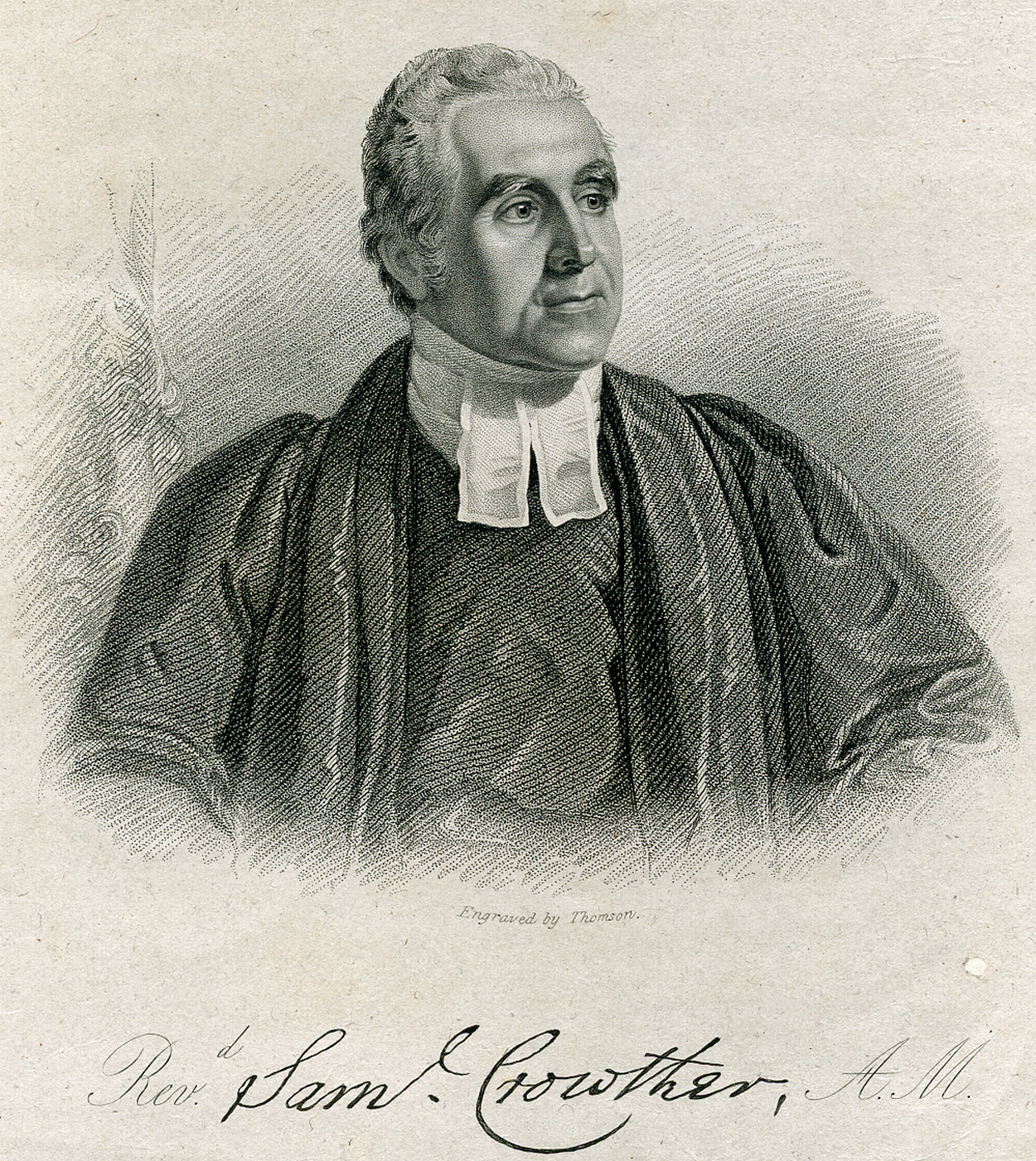
Retrato do reverendo Samuel Crowther, exemplo do trabalho de Thomson.

Thomson era o quarto filho de um clérigo de Northumberland; em 1803 mudou-se para Londres a fim de aprender a arte da gravura e depois completou seu aprendizado trabalhando para o ilustrador Anthony Cardon entre 1810 e 1812, após o que instalou-se por conta própria.
Desenvolveu um estilo próprio de gravura fazendo linhas preliminarmente desenhadas sobre o tipo; ilustrou anuários, livros e revistas geralmente retratando esculturas de grandes artistas; mais tarde passou a ilustrar quadros e finalmente quase que exclusivamente dedicou-se aos retratos; artista bastante requisitado ilustrou obras bastante populares em seu tempo.
Fez também gravuras em grandes dimensões, como uma que ilustrava a rainha Vitória baseado num quadro de Francis Grant.
Morreu aos 62 anos, de tuberculose.